# Segunda Batalha de Lâmia
A Segunda Batalha de Lâmia foi uma batalha entre as forças de Filipe V da Macedônia e as da República Romana e seus aliados, a Liga Etólia e Átalo I de Pérgamo, na cidade grega de Lâmia no contexto da Primeira Guerra Macedônica.

## Batalha
Depois de sua vitória na Primeira Batalha de Lâmia, Filipe continuou sua campanha pelo território grego enquanto o estratego Fírrias reagrupava suas forças, fortificando a cidade de Lâmia e recebendo reforços de Roma e de Pérgamo.
No final da campanha de 209 a.C., com a aproximação do inverno, Filipe, já no caminho de volta para a Macedônia, passou por Lâmia e atacou a cidade. Os macedônicos, animados com a fácil vitória obtida no primeiro confronto havia poucos meses, destruíram completamente o exército da coalizão romana, cujos sobreviventes se refugiaram no interior da muralha depois da batalha.
As duas batalhas contra a Macedônia travadas em Lâmia serviram aos propósitos romanos na Primeira Guerra Macedônica, mesmo terminando em derrota. Elas mantiveram Filipe V ocupado em sua própria zona de influência e evitaram que ele enviasse reforços a Aníbal, que continuava sua guerra contra os romanos em território italiano.